# Wilhelm Räder
Theodor Martin Wilhelm Räder (* 17. Junijul. / 29. Juni 1878greg. in Goldingen, Kreis Goldingen, Gouvernement Kurland, Kaiserreich Russland; † 18. Januar 1957 in Holzminden) war ein deutschsprachiger Lehrer, Historiker und Genealoge.

## Leben
1898–1899 stud. theol. an der Kaiserlichen Universität Dorpat, 1899–1907 stud. chem. an der Kaiserlichen Universität Dorpat und der Albertus-Universität Königsberg. Er war Lehrer 1907–1920 in Goldingen (u. a. Oberlehrer der Mathematik u. Naturwiss. am Landesgymnasium) und 1920–1934 in Riga. Er war Leiter d. Sippenkundlichen Sammelstelle des Kulturamts der Deutschen Volksgemeinschaft und 1940–45 Mitarbeiter der Landessippenstelle in Posen, Wartheland.

## Mitgliedschaften
- 1936 Ehrenmitglied der Dorpater Genealogischen Gesellschaft
- 1948 korrespondierendes Mitglied und 1954 Ehrenmitglied des „Herold“, Berlin
- 1954 Ehrenmitglied der Baltischen Historischen Kommission

## Werke
- Die Lehrkräfte an den deutschen Schulen Kurlands – Lüneburg: Nordostdt. Kulturwerk, 1991
- Die Juristen Kurlands im 17. Jahrhundert – Marburg/L.: Joh. Gottfr. Herder-Institut, 1957
- Kurländische Akademikerfamilien – Marburg a. d. L., 1953
- Die Juristen Kurlands im 18. Jahrhundert – Posen: W. F. Häcker, 1942 (pbc.gda.pl [PDF; 9,2 MB])
- Bürgerverzeichnisse aus dem Herzogtum Kurland – Riga: Bruhns, 1939
- Die Gerichtssekretäre und Advokaten Kurlands 1795–1889 – [Berlin W 50, Augsburger Str. 71]: [Balt. Familienarchiv], 1938
- Curonen an Universitäten Deutschlands 1801–1831 – Riga: Kadner, 1935
- Album Curonorum – Riga: [Kadner], 1932